# Polivinilpirolidonă
Polivinilpirolidona (denumită și polividonă sau povidonă, abreviată PVP) este un compus organic polimeric hidrosolubil obținut din monomeri de 
N-vinilpirolidonă. PVP prezintă o gamă variată de mase moleculare și de vâscozități, iar aceste caracteristici se aleg în funcție de aplicațiile produsului.

## Utilizări
Polivinilpirolidona este utilizată ca excipient în tehnologie farmaceutică. Este inertă și trece prin tractul gastrointestinal după administrarea orală.
Cu iodul formează un complex denumit iod povidonă sau betadină, care acționează ca dezinfectant. Complexul este folosit în mai multe forme farmaceutice, precum soluții, unguente, ovule, săpunuri lichide și chirurgicale. Structura complexului format este: